# 용서하지 않는 종의 비유

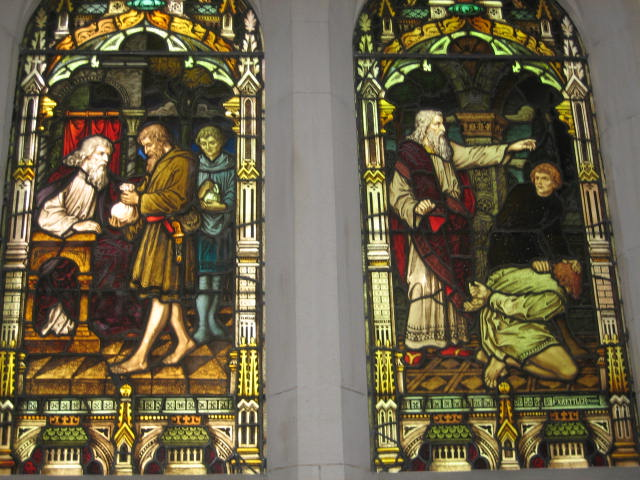
멜버른 스코틀랜드 교회 의 스테인드 글라스 창문에 있는 용서하지 않는 종의 비유에 대한 묘사는 처음에는 빚을 탕감하고 용서하지 않는 종에 대한 최종 형벌을 보여준다.

용서하지 않는 종의 비유는 마태복음에 나오는 예수의 비유 중 하나다 (용서할 줄 모르는 채권자, 감사할 줄 모르는 종, 무자비한 종, 악한 종으로도 알려져 있으며 두 채무자의 비유와 혼동하지 말 것). 마태복음 18:21-35에 나오는 용서하지 않는 종의 부정적인 예는 나 자신이 하나님께 죄 사함을 받았다면 다른 사람도 똑같이 용서해줘야 한다는 것을 가르치고 있다.

## 본문

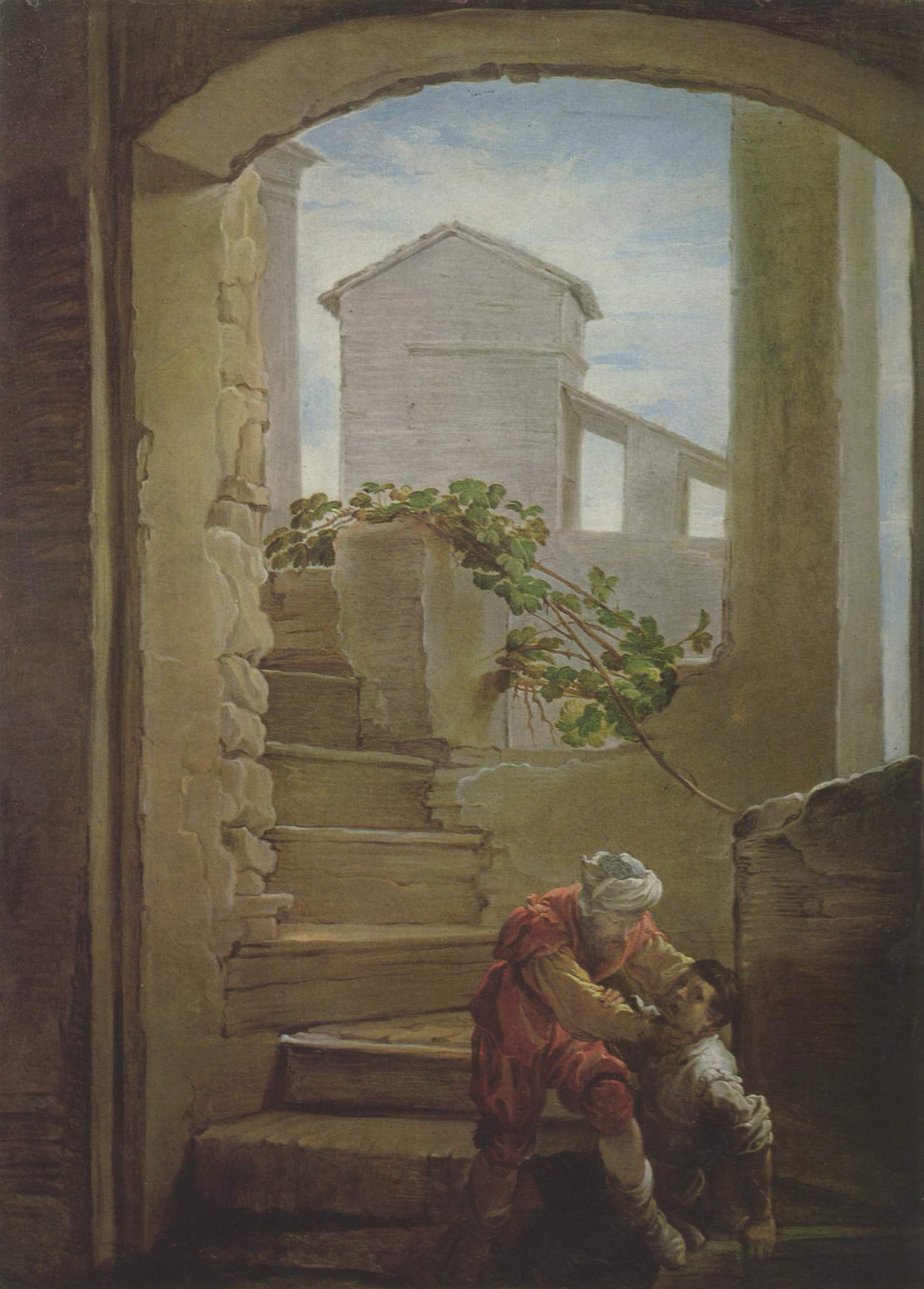
도메니코 페티 (c. 1620)의 그림은 용서하지 않는 종이 다른 채무자를 질식시키는 모습을 보여주고 있다.

이 비유는 용서에 관한 베드로의 질문에 대한 답으로 들려주는 형태를 띄고 있다.
"그 때에 베드로가 예수께 다가와서 말하였다.
'주님, 내 형제가 나에게 자꾸 죄를 지으면, 내가 몇 번이나 용서하여 주어야 합니까? 일곱 번까지 하여야 합니까?'
예수께서 대답하셨다. '일곱 번만이 아니라, 일흔 번을 일곱 번이라도 하여야 한다.
그러므로, 하늘 나라는 마치 자기 종들과 셈을 가리려고 하는 어떤 왕과 같다.
왕이 셈을 가리기 시작하니, 만 달란트 빚진 종 하나가 왕 앞에 끌려왔다.
그런데 그는 빚을 갚을 돈이 없으므로, 주인은 그 종에게, 자신과 그 아내와 자녀들과 그 밖에 그가 가진 것을 모두 팔아서 갚으라고 명령하였다.
그랬더니 종이 그 앞에 무릎을 꿇고, '참아 주십시오. 다 갚겠습니다' 하고 애원하였다.
주인은 그 종을 가엾게 여겨서, 그를 놓아주고, 빚을 없애 주었다.
그러나 그 종은 나가서, 자기에게 백 데나리온 빚진 동료 하나를 만나자, 붙들어서 멱살을 잡고 말하기를 '내게 빚진 것을 갚아라' 하였다.
그 동료는 엎드려 간청하였다. '참아 주게. 내가 갚겠네.'
그러나 그는 들어주려 하지 않고, 가서 그 동료를 감옥에 집어넣고, 빚진 돈을 갚을 때까지 갇혀 있게 하였다.
다른 종들이 이 광경을 보고, 매우 딱하게 여겨서, 가서 주인에게 그 일을 다 일렀다.
그러자 주인이 그 종을 불러다 놓고 말하였다. '이 악한 종아, 네가 애원하기에, 나는 너에게 그 빚을 다 없애 주었다.
내가 너를 불쌍히 여긴 것처럼, 너도 네 동료를 불쌍히 여겼어야 할 것이 아니냐?'
주인이 노하여, 그를 형무소 관리에게 넘겨주고, 빚진 것을 다 갚을 때까지 가두어 두게 하였다.
너희가 각각 진심으로 자기 형제자매를 용서해 주지 않으면, 나의 하늘 아버지께서도 너희에게 그와 같이 하실 것이다.'"
- 마 18:21-35 (새번역)

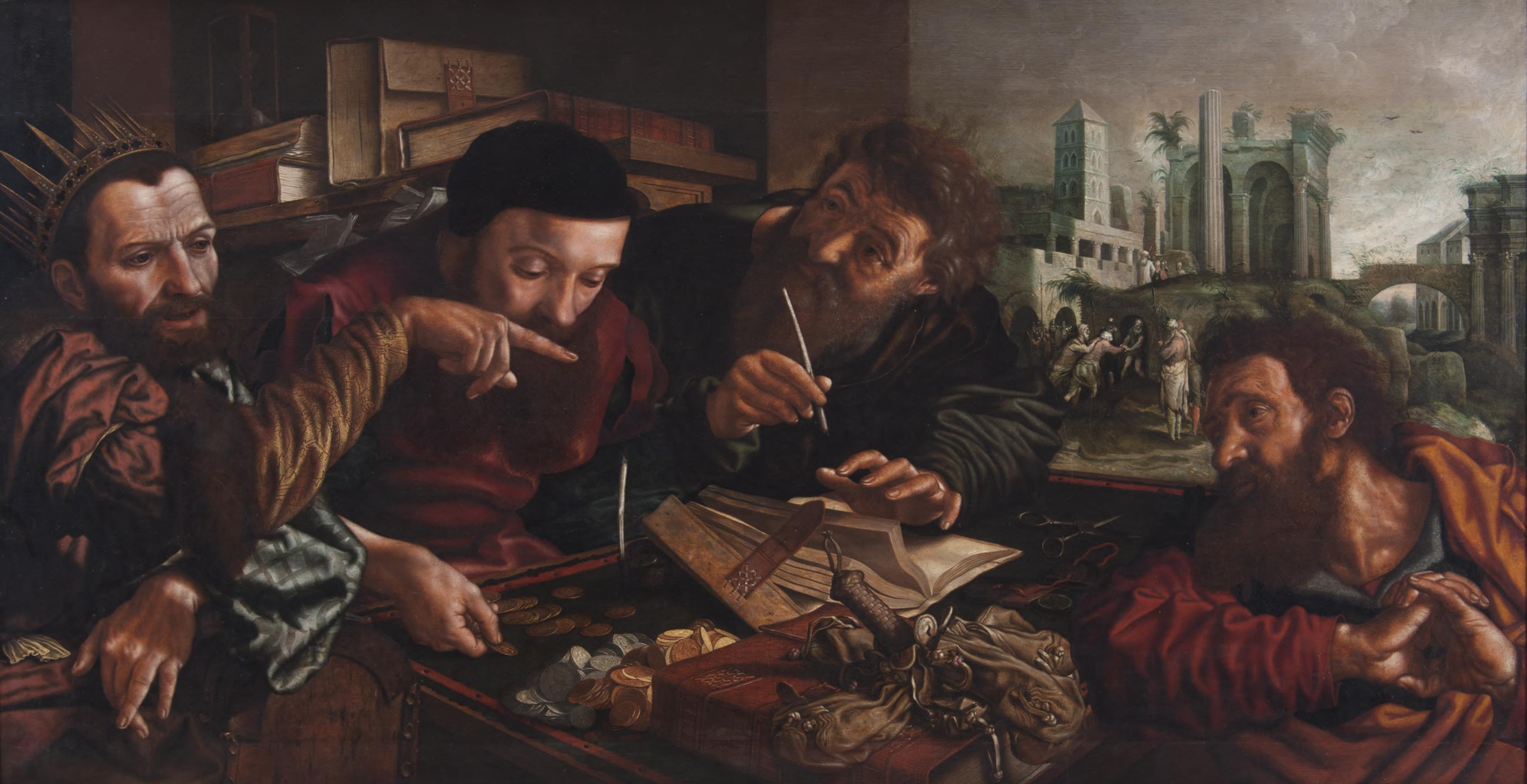
얀 판 헤메센 (1556경)의 이 묘사는 왕이 하인을 꾸짖는 순간을 보여주고 있다.

비유가 등장하기 전에 나오는 대목은 누가복음 17:3-4와 유사하다.
이 비유에 나오는 달란트의 가치는 약 6,000 데나리온이므로 이야기에 맨 처음에 나온 빚은 다른 빚의 60만 배나 된다. 더 중요한 것은 10,000이 그리스의 가장 높은 숫자이고 달란트가 가장 큰 통화 단위였다는 것이다. 따라서 10,000달란트는 쉽게 설명할 수 있는 가장 큰 부채였다 (비교를 하자면 이 때 유대, 사마리아 및 이두매가 매년 바치던 조공이 총 합해서 600달란트밖에 되지 않았고 1데나리온은 하루 품삯이었으니, 1만 달란트는 약 20만 년의 품삯이 될 것이다). 배경은 다른 나라의 어떤 왕의 궁정으로, 그곳에서 "종들"이란 지방의 총독만큼 높은 순위를 차지할 수 있다.

## 같이 보기
- 마태복음 5강
- 신약 속 예수의 삶
- 예수의 공생애
- 에프라임이여, 내가 너를 어찌하리오, BWV 89